# 대유항
대유항은 전라남도 여수시 남면 유송리에 있는 어항이다. 2007년 8월 8일 어촌정주어항으로 지정하여 관리하고 있다. 시설관리자는 여수시장이다.

## 어항 구역
- 수역: 북위 34°31′52″, 동경 127°45′53″의 지점에서 N75°E방향으로 160m점과 이 점에서 N15°W방향으로 육지부를 연결하는 선을 따라 형성된 공유수면[1]

## 어항 시설
- 방파제 292m, 선착장 89m

## 기본 계획
- 방파제 292m, 선착장 104m[1]

## 정비 계획
- 선착장 15m[2]

## 주요 어종
- 전복, 소라